# Krusteaz
Krusteaz é uma linha de produtos alimentícios da marca Continental Mills, sediada em Tukwila, Washington, Seu produto original foi "a primeira" mistura de crosta de torta com apenas adição de água do mundo, seguida por uma mistura de farinha e leitelho seco preparada na fábrica e estável em armazenamento, desenvolvida em 1946 ou 1947 no departamento de economia doméstica da Universidade de Washington,  para fazer itens assados, incluindo biscoitos, panquecas, waffles, torta e bolo.
A marca "Crust Ease", alterada para "Krusteaz", foi cunhada e a empresa fundada em 1932, supostamente por quatro membros de um clube de bridge de Seattle; a conhecida co-fundadora Ada Rose Gilbreath Charters era de uma família pioneira do condado de Columbia e foi criada em uma fazenda em Dayton antes de frequentar a Washington State University,  quando era conhecida como Washington Agricultural College. Ela e seu marido James Charters eram os proprietários-operadores originais da empresa.
Em setembro de 2022, Krusteaz empregava mais de 400 pessoas nas instalações de Kent – Tukwila - uma instalação de Kent Valley que foi construída em 1986.
Ela fábrica mais de 150 produtos (por exemplo, misturas para muffins, pães rápidos, salgadinhos, cidra), alguns para marcas próprias e marcas licenciadas. 
Atua em lugares como Effingham, Illinois, Manhattan, Kansas, e Hopkinsville, Kentucky.